# Miguel Álvarez Acosta
Miguel Álvarez Acosta (San Luis Potosí, San Luis Potosí, 29 de septiembre de 1907-Ciudad de México, 24 de marzo de 1996) fue un poeta, dramaturgo, promotor cultural, diplomático y abogado mexicano. Fue gobernador de San Luis Potosí en 1938 y director general del Instituto Nacional de Bellas Artes y Literatura de 1954 a 1958.

## Biografía
Realizó sus estudios básicos en San Luis Potosí, y en la Escuela Normal del Estado obtuvo el título de profesor en 1925; y en 1931 egreso de la Universidad Autónoma de San Luis Potosí como licenciado en Derecho. Fue maestro de sociología, historia, civismo y economía en la Escuela Normal del Estado; y ejerció como director de una escuela primaria en San Luis Potosí, y de una escuela secundaria en Xilitla.
Fue agente del ministerio publica de la Procuraduría General de Justicia del estado y luego juez de primera instancia en Matehuala en 1931, elegido magistrado del Tribunal Superior de Justicia de San Luis Potosí, ejerció su presidencia en 1938. Se encontraba en este cargo cuando el 15 de mayo de 1938 la XXXV Legislatura del Congreso del Estado de San Luis Potosí emitió un decreto en el que desconocía al gobierno federal que encabezaba Lázaro Cárdenas del Río, reasumía la soberanía del estado y llamaba a la rebelión contra el gobierno, nombrando comandante de la misma al general Saturnino Cedillo, hombre fuerte del estado. 
El gobernador, Mateo Hernández Netro publicó el decreto el mismo día y emitió junto con el un manifiesto sumándose a la rebelión, por lo que el 22 de mayo solicitó y recibió licencia al cargo de Gobernador, y el Congreso designó para sustituirlo a Alvarez Acosta, que asumió el cargo el mismo día. Pero debido a la rebelión de todos los poderes, Cárdenas solicitó al Senado de la República la desaparición de poderes en el estado, que fue aprobada el día 27, desconociendo al gobernador, la legislatura y el Supremo Tribunal de Justicia y nombrando a Genovevo Rivas Guillén gobernador provisional, que al día siguiente 27 de mayo, rindió protesta formal de su cargo, cesando Álvarez Acosta definitivamente en el mismo.
Tras ello, dejó San Luis Potosí y se integró en la Secretaría de Relaciones Exteriores como asesor técnico, y partir de 1939 fue cónsul de México en Estados Unidos y Centroamérica. De 1942 a 1954 fue juez del entonces Tribunal Fiscal de la Federación, de 1954 a 1958 fue director general del Instituto Nacional de Bellas Artes y Literatura (INBAL por nombramiento del presidente Adolfo Ruiz Cortines, en este cargo impulsó la apertura de los teatros El Granero y del Bosque, así como de las escuelas de Danza y Teatro y fue fundador de la Orquesta de Ópera de Bellas Artes y de la revista Bellas Artes. Al terminar dicho cargo en 1958, fue nombrado secretario general del Sindicato Nacional de Trabajadores de la Educación (SNTE).
Posteriormente es nombrado titular del Organismo para la Promoción Internacional de Cultura de la Secretaría de Relaciones Exteriores con el rango de embajador, y finalmente de 1972 a 1976 fue subsecretario de Radiodifusión de la Secretaría de Comunicaciones y Transportes (SCT) por nombramiento del presidente Luis Echeverría Álvarez y siendo titular de la secretaría Eugenio Méndez Docurro.